# منزل بيغ ماما (فلم)
منزل بيغ ماما (بالإنجليزية: big momma's house) هو من نوع الأفلام الكوميدية التي تعتمد على طرافة الموقف والذي قام ببطولته الممثل الكوميدي مارتن لورنس.
وقد قام مارتن بدور رجل تحقيقات تابع لمكتب التحقيقات الفيدرالي لحماية شاهدة عيان على جريمة وابنها، فيضطر للتنكر في زي إحدى قريبات الشاهدة العجوز السمينة وتتطور الأحداث إلى أن يقع في حبها وتنتهي القصة بنهاية سعيدة. الفيلم من تأليف وسيناريو: Darryl Quarles، كما ترشح الفيلم للعديد من الجوائز منها image award,kid's choice award, mtv movie award وحاز جائزة bmi film & tv.

## الميزانية والإيرادات
بلغت تكلفة إنتاج الفيلم حوالي 30 مليون دولار بينما حقق أرباحا تقدر بـ 173.959.438 دولار.

## وصلات خارجية
- مقالات تستعمل روابط فنية بلا صلة مع ويكي بيانات